# Gare d’Éloyes
Gare d'Éloyes – przystanek kolejowy w miejscowości Éloyes, w departamencie Wogezy, w regionie Grand Est, we Francji. Jest zarządzany przez SNCF i obsługiwany przez pociągi TER Lorraine. 

## Położenie
Znajduje się na linii Épinal – Bussang, na km 18,229 między stacjami Pouxeux i Saint-Nabord, na wysokości 387 m n.p.m.

## Linie kolejowe
- Linia Épinal – Bussang